# Grand Prix de Wallonie
Grand Prix de Wallonie er et belgisk endagsløb i landevejscykling som arrangeres hvert år i midt september. Løbet er blevet arrangeret siden 1935. Løbet er af UCI klassificeret med 1.Pro og er en del af UCI ProSeries. 

## Vindere
| År                        | Vinder                 | Toer                   | Treer                   |
| ------------------------- | ---------------------- | ---------------------- | ----------------------- |
| 1935                      | Gustave De Greef       | Joseph Vanderhaegen    | Léopold Gerard          |
| 1936                      | Adolf Braeckeveldt     | Antonio Fabris         | Constant Struyven       |
| 1937                      | Karel Tersago          | René Pedroli           | Pierre Houbrechts       |
| 1938                      | Adolf Braeckeveldt     | Frans Demondt          | Leopold Van Den Bossche |
| 1939                      | Adolf Braeckeveldt     | Adelin Van Simaeys     | Georges Christiaens     |
| 1940-1941 ikke arrangeret |                        |                        |                         |
| 1942                      | Maurice Van Herzele    | Emiel Faignaert        | Jef Moerenhout          |
| 1943                      | Edward Van Dijck       | Richard Depoorter      | Albert Ritserveldt      |
| 1944                      | Joseph Somers          | Eugeen Jacobs          | Lode Poels              |
| 1945-1948 ikke arrangeret |                        |                        |                         |
| 1949                      | Jacques Geus           | René Walschot          | Jan Van Steen           |
| 1950                      | Joseph Verhaert        | Nello Sforacchi        | Eduard Van Ende         |
| 1951-1969 ikke arrangeret |                        |                        |                         |
| 1970                      | Ferdinand Bracke       | Eddy Beugels           | Georges Pintens         |
| 1971                      | Felice Gimondi         | Walter Godefroot       | Georges Pintens         |
| 1972                      | Emile Cambré           | Jos van der Vleuten    | Georges Barras          |
| 1973                      | Albert Van Vlierberghe | Gérard Besnard         | Walter Godefroot        |
| 1974                      | Frans Verbeeck         | Freddy Maertens        | Roger De Vlaeminck      |
| 1975                      | André Dierickx         | Eddy Merckx            | Ferdinand Bracke        |
| 1976                      | Herman Vanspringel     | Freddy Maertens        | Frans Verbeeck          |
| 1977                      | Walter Planckaert      | Marc Demeyer           | Willem Peeters          |
| 1978                      | Willem Peeters         | Albert Van Vlierberghe | Jacques Martin          |
| 1979                      | Leo van Vliet          | Jean-René Bernaudeau   | Fedor den Hertog        |
| 1980                      | Willy De Geest         | Jacques Martin         | Claude Criquielion      |
| 1981                      | Walter Dalgal          | Charles Jochums        | Patrick Versluys        |
| 1982                      | Hennie Kuiper          | Gerard Veldscholten    | Jos Jacobs              |
| 1983                      | Stephen Roche          | Eric Vanderaerden      | Phil Anderson           |
| 1984                      | Frank Hoste            | Claude Criquielion     | Paul Sherwen            |
| 1985                      | Marc Madiot            | Joop Zoetemelk         | Claude Criquielion      |
| 1986                      | Steven Rooks           | Michel Dernies         | Patrick Versluys        |
| 1987                      | Pascal Poisson         | Jan Nevens             | Laurent Fignon          |
| 1988                      | Claude Criquielion     | Laurent Fignon         | Charly Mottet           |
| 1989                      | Thomas Wegmüller       | Robert Millar          | Jos van Aert            |
| 1990                      | Luc Leblanc            | Michel Dernies         | Johan Bruyneel          |
| 1991                      | Frank Van Den Abeele   | Johan Bruyneel         | Sammie Moreels          |
| 1992                      | Danny Nelissen         | Marc Bouillon          | Sammie Moreels          |
| 1993                      | Patrick Evenepoel      | Raymond Meijs          | Mario De Clercq         |
| 1994                      | Peter Farazijn         | Udo Bölts              | Jan Nevens              |
| 1995                      | Andrea Chiurato        | Maarten den Bakker     | Fausto Dotti            |
| 1996                      | Franco Ballerini       | Bo Hamburger           | Frank Corvers           |
| 1997                      | Dmitri Konyschew       | Laurent Madouas        | Davide Casarotto        |
| 1998                      | Udo Bölts              | Rik Verbrugghe         | Stéphane Heulot         |
| 1999                      | Patrick Jonker         | Léon van Bon           | Koos Moerenhout         |
| 2000                      | Alberto Elli           | Didier Rous            | Kurt Van De Wouwer      |
| 2001                      | Axel Merckx            | Tom Stremersch         | Scott Sunderland        |
| 2002                      | Dave Bruylandts        | Lennie Kristensen      | Nicolas Fritsch         |
| 2003                      | Dave Bruylandts        | Marek Rutkiewicz       | Mickaël Pichon          |
| 2004                      | Nick Nuyens            | Philippe Gilbert       | Jérôme Pineau           |
| 2005                      | Nick Nuyens            | Björn Leukemans        | Igor Abakoumov          |
| 2006                      | Philippe Gilbert       | Nick Nuyens            | William Bonnet          |
| 2007                      | Bert De Waele          | Cédric Vasseur         | Thor Hushovd            |
| 2008                      | Stefano Garzelli       | Giovanni Visconti      | Jérôme Pineau           |
| 2009                      | Nick Nuyens            | Allan Davis            | Roy Sentjens            |
| 2010                      | Paul Martens           | Riccardo Riccò         | Cadel Evans             |
| 2011                      | Philippe Gilbert       | Julien Simon           | Björn Leukemans         |
| 2012                      | Julien Simon           | Greg Van Avermaet      | Björn Leukemans         |
| 2013                      | Jan Bakelants          | Thomas Voeckler        | Mathias Frank           |
| 2014                      | Greg Van Avermaet      | Tony Gallopin          | Jan Bakelants           |
| 2015                      | Jens Debusschere       | Jan Bakelants          | Christophe Laporte      |
| 2016                      | Tony Gallopin          | Petr Vakoč             | Jérôme Baugnies         |
| 2017                      | Tim Wellens            | Tony Gallopin          | Julien Simon            |
| 2018                      | Jasper Stuyven         | Dimitri Claeys         | Warren Barguil          |
| 2019                      | Krists Neilands        | Jasper Stuyven         | Jasper De Buyst         |
| 2021                      | Christophe Laporte     | Warren Barguil         | Tosh Van der Sande      |
| 2022                      | Mathieu van der Poel   | Biniam Girmay          | Gonzalo Serrano         |
| 2023                      | Gonzalo Serrano        | Dylan Teuns            | Jasper De Buyst         |
| 2024                      | Roger Adrià            | Alex Aranburu          | Clément Champoussin     |